# 고창 상원사 목조삼세불좌상
고창 상원사 목조삼세불좌상(高敞 上院寺 木造三世佛坐像)은 대한민국 전북특별자치도 고창군, 상원사 대웅전에 있는 불상이다. 2007년 1월 19일 전라북도의 유형문화재 제210호로 지정되었다.

## 개요
석가모니불과 아미타불, 약사불로 이루어진 삼세불상으로서 현재 고창 상원사 대웅전에 주불로 봉안되어 있다. 3구 모두 높이가 140-150cm에 이르는 거대한 불상으로, 현 대웅전의 규모에 비하여 불상이 다소 큰 듯한 것으로 볼 때 처음부터 이곳에 봉안되었던 것은 아닌 것으로 생각된다. 傳言에 의하면 이 불상은 3번이나 도난을 당하였다가 되찾아오곤 하였는데 백양사의 만암스님이 대웅전을 짓고 그곳으로 모셔가려 하였으나 움직이지 않아서 그대로 두었다고 한다. 그동안 수난을 많이 당해서 석가모니불상과 아미타불상이 특히 상태가 좋지 않았으나 4년전에 새로 개금을 하여서 보존상태는 양호한 편이다. 이 불상은 각기 수인만 다를 분 조각수법과 크기는 물론 상호 등이 서로 유사한데 중앙에는 석가모니불을 모시고 왼쪽(향좌측)에 약사여래상, 오른쪽(향우측)에 아미타불좌상을 봉안하였다. 중앙의 석가모니불은 높이 152cm로 좌우의 두 불상에 비하여 약 10여cm가량 클뿐 비슷한 규모이다.
상원사 불상은 인, 숙종대(1623-1725)에 유행하였던 목조불상 중 하나로서 전체적으로 안정된 신체비례와 원만한 상호표현, 오똑한 코, 양감있는 얼굴, 자연스러운 옷자락의 표현 등 조선후기 불상의 양식적 특징을 잘 보여주고 있다. 그중에서도 17세기 중반경 無染派 조각가들에 의해 조성된 불상들, 예를 들어 1635년 《불갑사 대웅전 목조삼세불좌상》, 1651년 《전주 송광사 나한전 목조석가삼존불좌상》, 《고창 문수사 삼세불좌상》과 유사한 양식을 보여주는 것으로서 호남지역 17세기 불상양식을 충실하게 반영하고 있다.

## 같이 보기
- 고창 상원사 대웅전 (전라북도 문화재자료 제126호)

## 참고 자료
- 상원사목조삼세불좌상 - 국가유산청 국가유산포털